# Wykładnia autentyczna prawa
Wykładnia autentyczna prawa – wykładnia prawa przeprowadzana przez podmiot, od którego pochodzi tekst, jaki ma zostać zinterpretowany – zwłaszcza ten, kto jest autorem takiego tekstu prawnego albo ustanowił zawierający ten tekst akt prawny. 
Podstawę dla dokonywania tego rodzaju wykładni stanowi zasada cuius est condere, eius est interpretari (eius est interpretari leges, cuius est condere), zgodnie z którą ten, kto jest upoważniony do tworzenia prawa, uprawniony jest też do jego interpretowania. 
W Polsce wykładni autentycznej dokonują ministrowie, ilekroć podają jak należy rozumieć wydane przez nich rozporządzenia.
Powoływanie się na wyniki wykładni autentycznej – choć nie należy ich zrównywać z samym interpretowanym tekstem prawnym, chyba że przyjmą taką samą formę jak ten tekst (jak np. byłoby w razie w przypadku poczynienia wykładni przepisów danej ustawy w innej ustawie) – jest na ogół silne.

## Dwie formy wykładni autentycznej
Wykładnia autentyczna oficjalna
Zawarta w akcie, który posiada formalną moc wiążącą.
Prawodawca wypowiada się co do znaczenia norm przez siebie uchwalonych.
Wykładnia autentyczna nieoficjalna
Intencje prawodawcy są poznawane na podstawie materiałów przygotowawczych lub deklaracji, które formalnie nie wiążą[potrzebny przypis].